# Friedel Rausch
Pour les articles homonymes, voir Rausch.
Friedel Rausch (né le 27 février 1940 à Duisbourg en Rhénanie-du-Nord-Westphalie et mort le 18 novembre 2017 à Horw (canton de Lucerne)) est un footballeur allemand qui évoluait au poste de défenseur avant de devenir ensuite entraîneur.

## Biographie
En 1969, Friedel Rausch fit quelque peu parler de lui lorsqu'il fut mordu par un berger allemand durant le Derby de la Ruhr.
Fin mars/début avril 2006, on lui diagnostique un cancer de la peau.

## Palmarès

### Palmarès de joueur
Schalke 04
- Coupe d'Allemagne :
  - Finaliste : 1968-69.

- Coupe des Alpes (1) :
  - Vainqueur : 1968.

### Palmarès d'entraîneur
| Schalke 04 - Championnat d'Allemagne : - Vice-champion : 1976-77. |  | Eintracht Francfort - Coupe de l'UEFA (1) : - Vainqueur : 1979-80. |

| FC Lucerne - Championnat de Suisse (1) : - Champion : 1988-89. - Coupe de Suisse (1) : - Vainqueur : 1991-92. - Supercoupe de Suisse : - Finaliste : 1989. |  | Kaiserslautern - Championnat d'Allemagne : - Vice-champion : 1993-94. - Coupe d'Allemagne (1) : - Vainqueur : 1995-96. - Supercoupe d'Allemagne : - Vainqueur : 1996. |